# Collégiale Saint-Victor et Sainte-Couronne d'Ennezat
La collégiale Saint-Victor et Sainte-Couronne est une ancienne collégiale romane et gothique située à Ennezat en Auvergne, dans le département français du Puy-de-Dôme en région Auvergne-Rhône-Alpes.

## Histoire
Le chapitre de Saint-Victor et Sainte-Couronne a été fondé entre 1061 et 1073 par Guillaume, comte de Poitiers. La fondation est approuvée par une bulle du pape Alexandre II. Le chapitre comprend alors douze chanoines, un doyen (Arnaud) et un aumônier (Raoul). Henri II, roi d'Angleterre, duc d'Aquitaine, comte d'Anjou écrit depuis Montferrand en 1173 à l'archevêque de Bourges et à l'évêque de Clermont pour leur annoncer la confirmation de la fondation par Guillaume.
Aux XIIe et XIIIe siècles, les nombreux mécénats, tant Plantagenêt que capétien, viendront s'appuyer sur la réputation de la collégiale pour étendre leur influence sur cette zone disputée.
L'église romane, dont il subsiste la nef, le transept, le massif barlong et le premier étage du clocher octogonal, fut érigée au XIIe siècle. À partir du début XIVe siècle, les chanoines remplacèrent le chevet roman par un imposant chevet gothique. 
Elle fait l'objet d'un classement au titre des monuments historiques depuis 1840 : elle fait partie de la première liste de monuments historiques français, la liste des monuments historiques protégés en 1840, qui comptait 1 034 monuments.

## Architecture

### Introduction

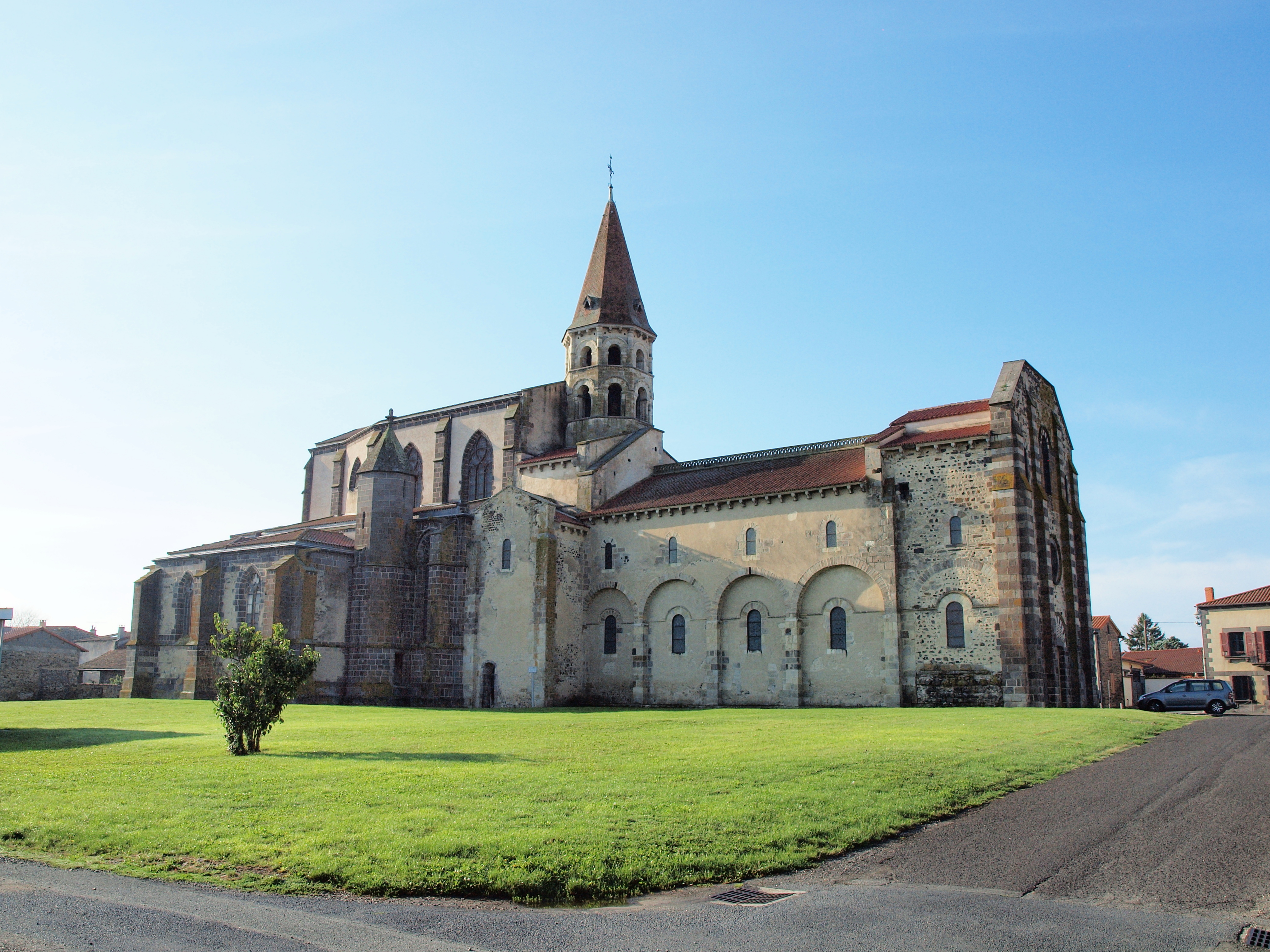
Vue générale. Chœur gothique à gauche et nef romane à droite.

La collégiale Saint-Victor et Sainte-Couronne d'Ennezat fait partie des églises romanes majeures de Basse-Auvergne caractérisées normalement par un clocher octogonal, un « massif barlong », un chevet à déambulatoire, des chapelles rayonnantes, des absidioles adossées aux bras du transept ainsi que des décors spécifiques.
Les éléments les plus anciens, c'est-à-dire la nef et son transept, peuvent être datés du premier tiers du XIIe siècle, et leur achèvement peut se situer dans la seconde moitié du siècle. 
Mais, au contraire des cinq églises majeures de type complet (Notre-Dame-du-Port, Issoire, Orcival, Saint-Nectaire et Saint-Saturnin), elle a perdu son chevet roman, remplacé au XIIIe siècle par un chevet gothique.
Comme l'église Saint-Julien de Chauriat, elle conserve cependant certaines des caractéristiques principales des églises majeures :
- le « massif barlong » ;
- le clocher octogonal ;
- la structure des façades latérales de la nef ;
- une décoration extérieure de mosaïques de pierres volcaniques, de modillons à copeaux, de cordons de billettes…
- une décoration intérieure du transept impliquant des triplets formés de deux arcs en plein cintre entourant un arc en mitre.

### Le massif barlong
Le « massif barlong » (« barlong » signifiant « allongé transversalement ») est le massif qui surmonte la croisée du transept et est couronné par le clocher. Le massif barlong auvergnat possède deux toits en appentis qui encadrent la naissance du clocher.
La silhouette caractéristique des églises romanes majeures de Basse-Auvergne est en bonne part due à ce « massif barlong » qui, dans le type complet, renforce l'élan vertical et l'étagement des volumes.

### Le clocher octogonal
Comme toutes les églises majeures, la collégiale Saint-Victor et Sainte-Couronne d'Ennezat possède un clocher octogonal. Mais, au contraire des autres églises majeures, les faces du clocher d'Ennezat sont percées de fenêtres simples et non de fenêtres géminées. Les fenêtres du premier étage sont surmontées d'un cordon de billettes. Seul le premier étage est d'époque.

### Les façades latérales de la nef et du transept
La structure des façades latérales de la nef et du transept est globalement semblable à ce que l'on observe sur les églises majeures de type complet : les fenêtres des façades latérales de la nef sont logées sous de grands arcs saillants appelés arcs de raidissement. Mais, au contraire des églises majeures de type complet, ces grands arcs ne sont pas surmontés de triplets de baies aveugles mais de baies simples.

### L'intérieur
Le transept présente une décoration typique faite d'un triplet constitué d'une arcature surmontée d'un arc en mitre encadrée de deux arcatures surmontées chacune d'un arc en plein cintre.
La nef, large de 3,75 m seulement, est recouverte d'une voûte en berceau lisse et est séparée des collatéraux par des piles carrées ornées de colonnes engagées surmontées de chapiteaux ornés de palmettes très stylisées ou de feuilles d'acanthe.
Au bout de la nef, un chapiteau représente le sort réservé à l'usurier.
Le décor sculpté est peu figuratif, représentant surtout des éléments géométriques issus de l'enluminure et des références antiquisantes. L'évolution de la qualité de sculpture des chapiteaux de la nef peut faire envisager une progression d'ouest en est, soit dans la maîtrise de la sculpture, soit dans la hiérarchie de l'espace, encore fruste dans la nef, et d'une grande qualité dans l'espace liturgique.

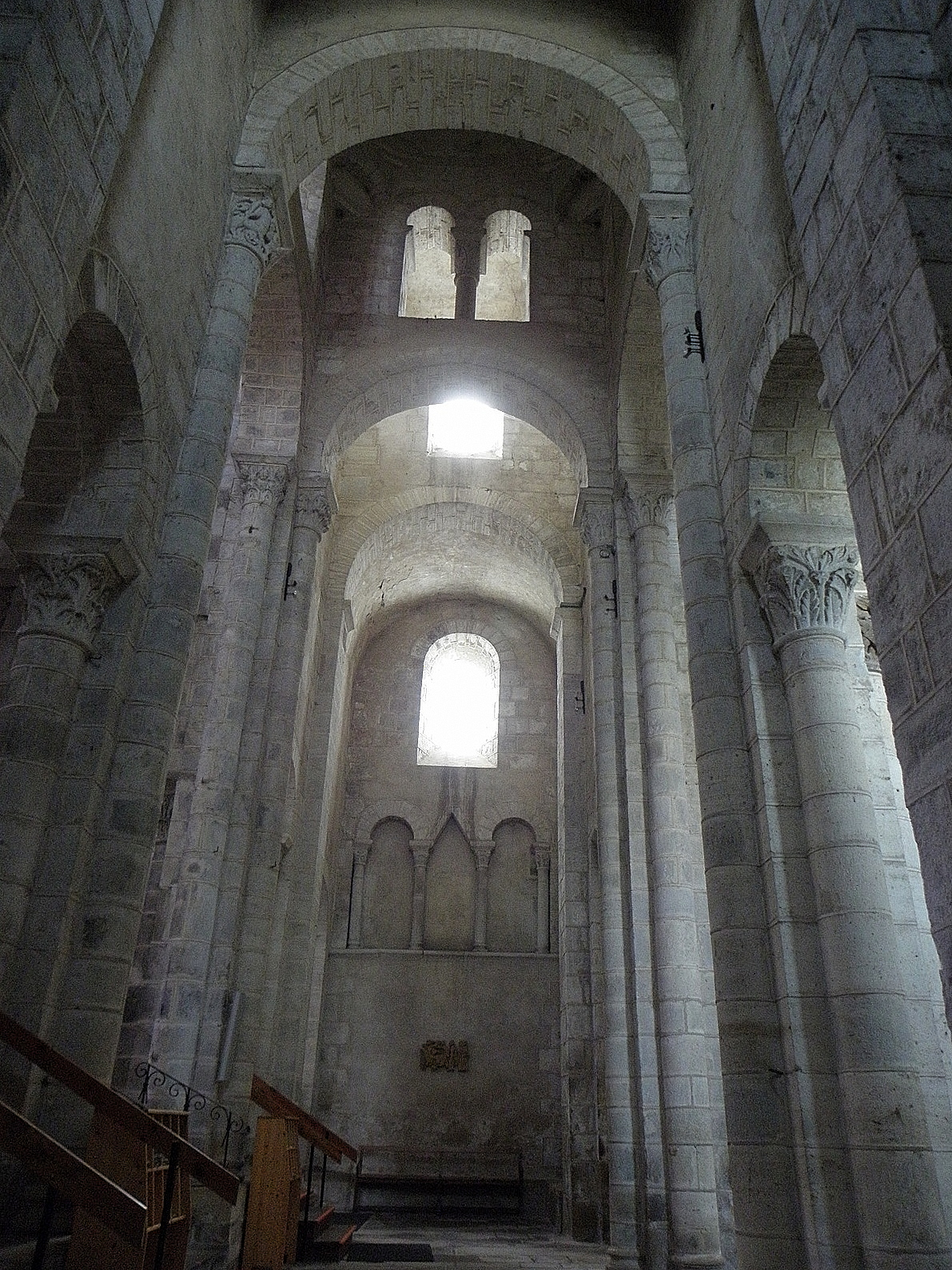
Triplet du transept.
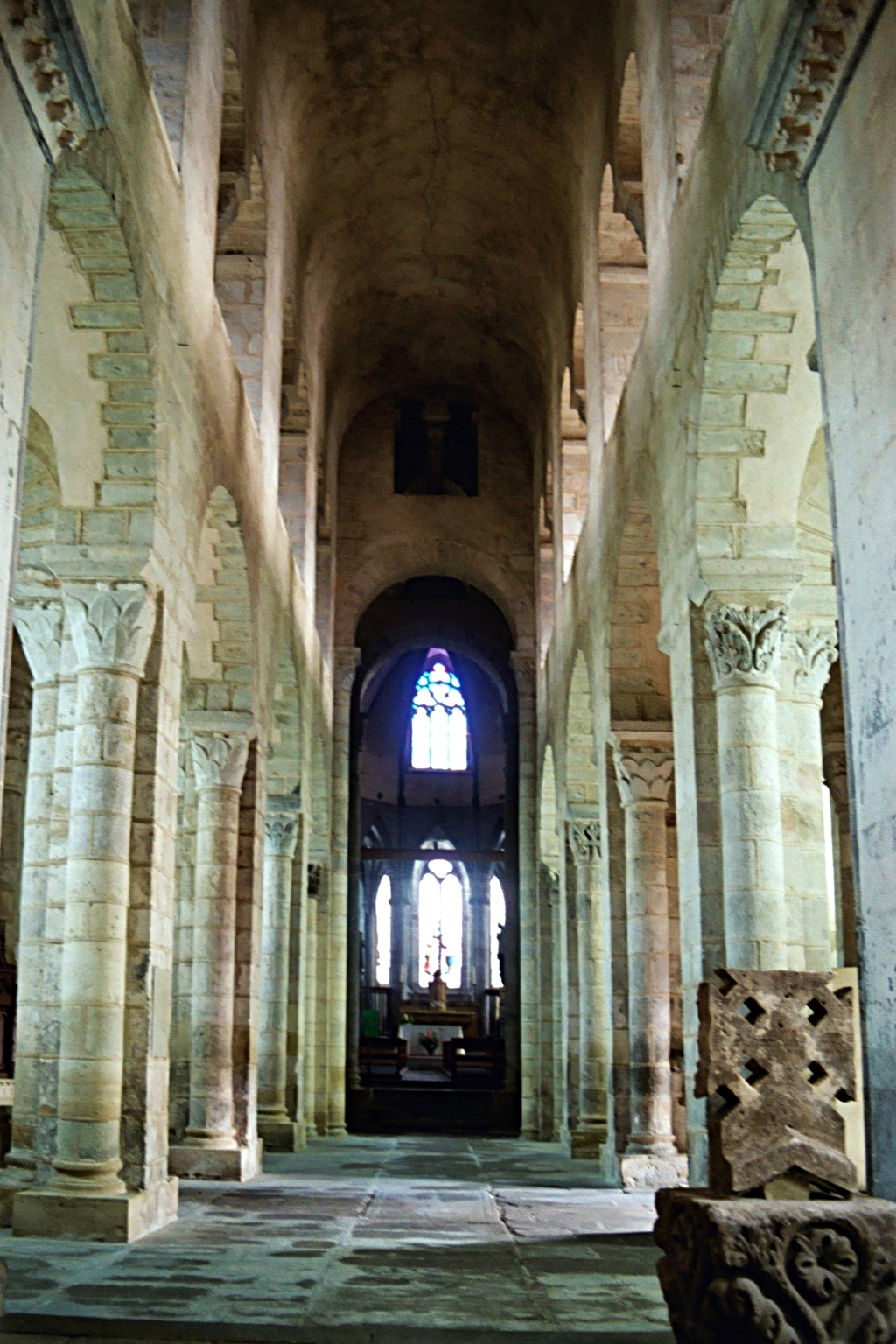
La nef.
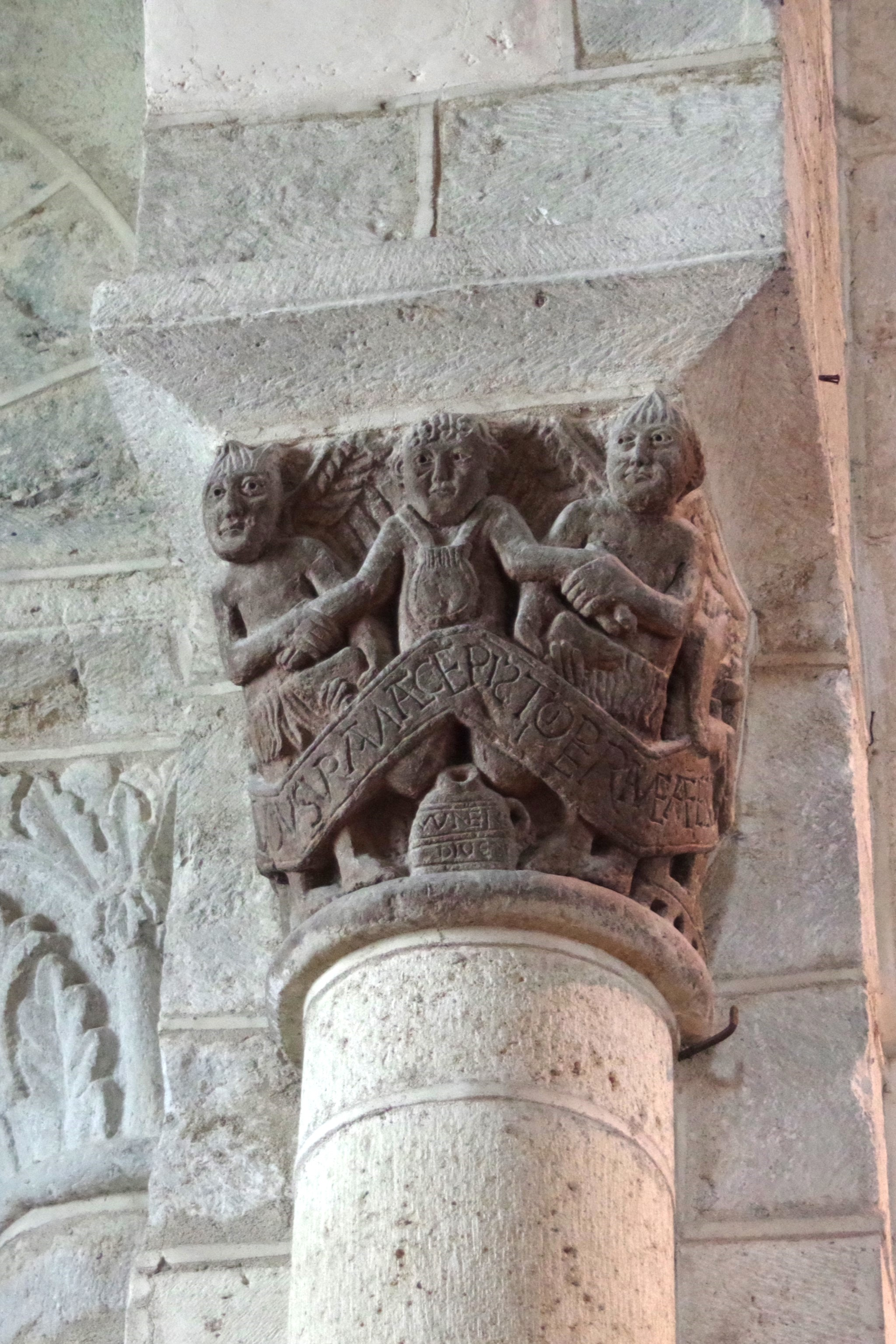
Le chapiteau de l'usurier.
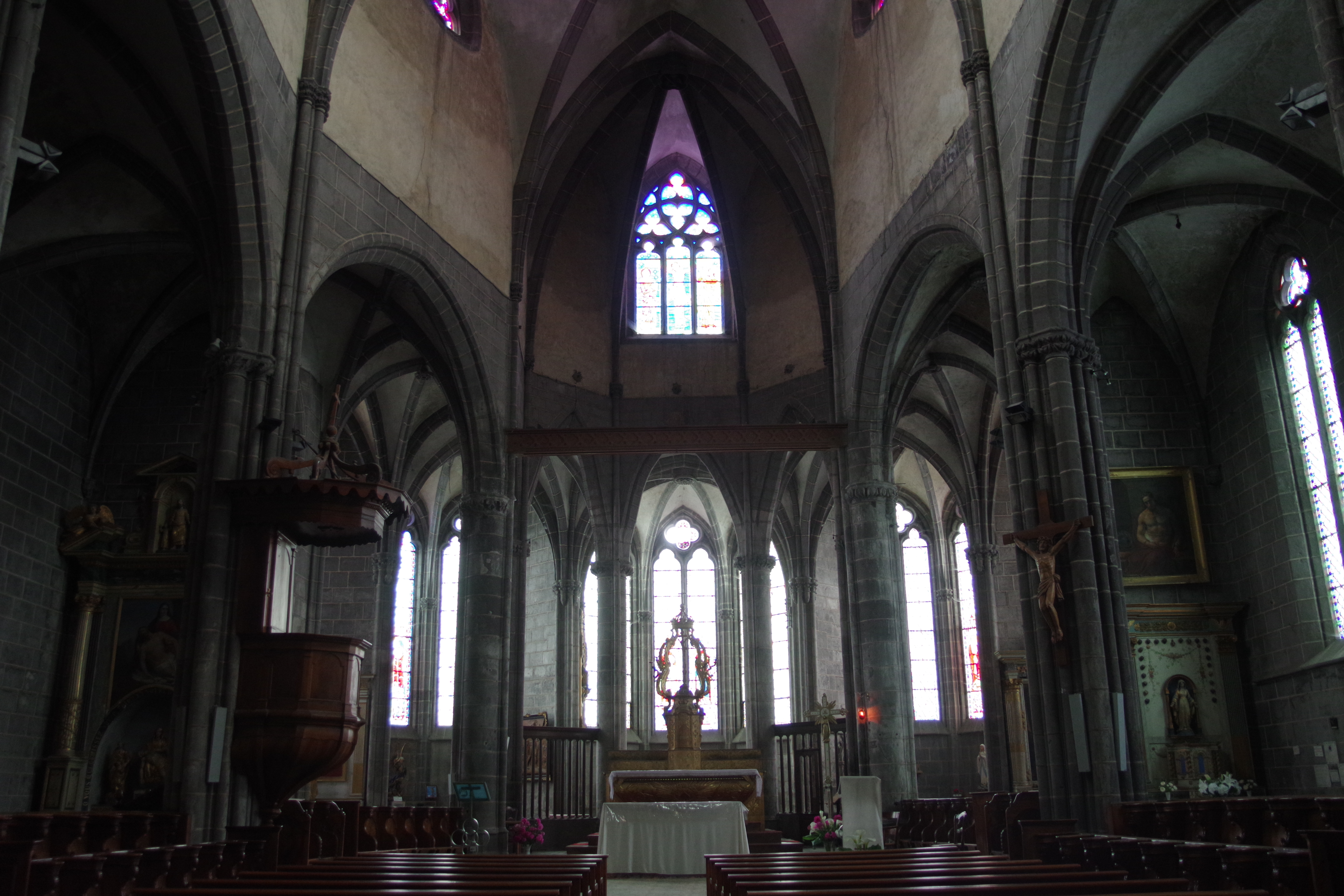
Le chœur.
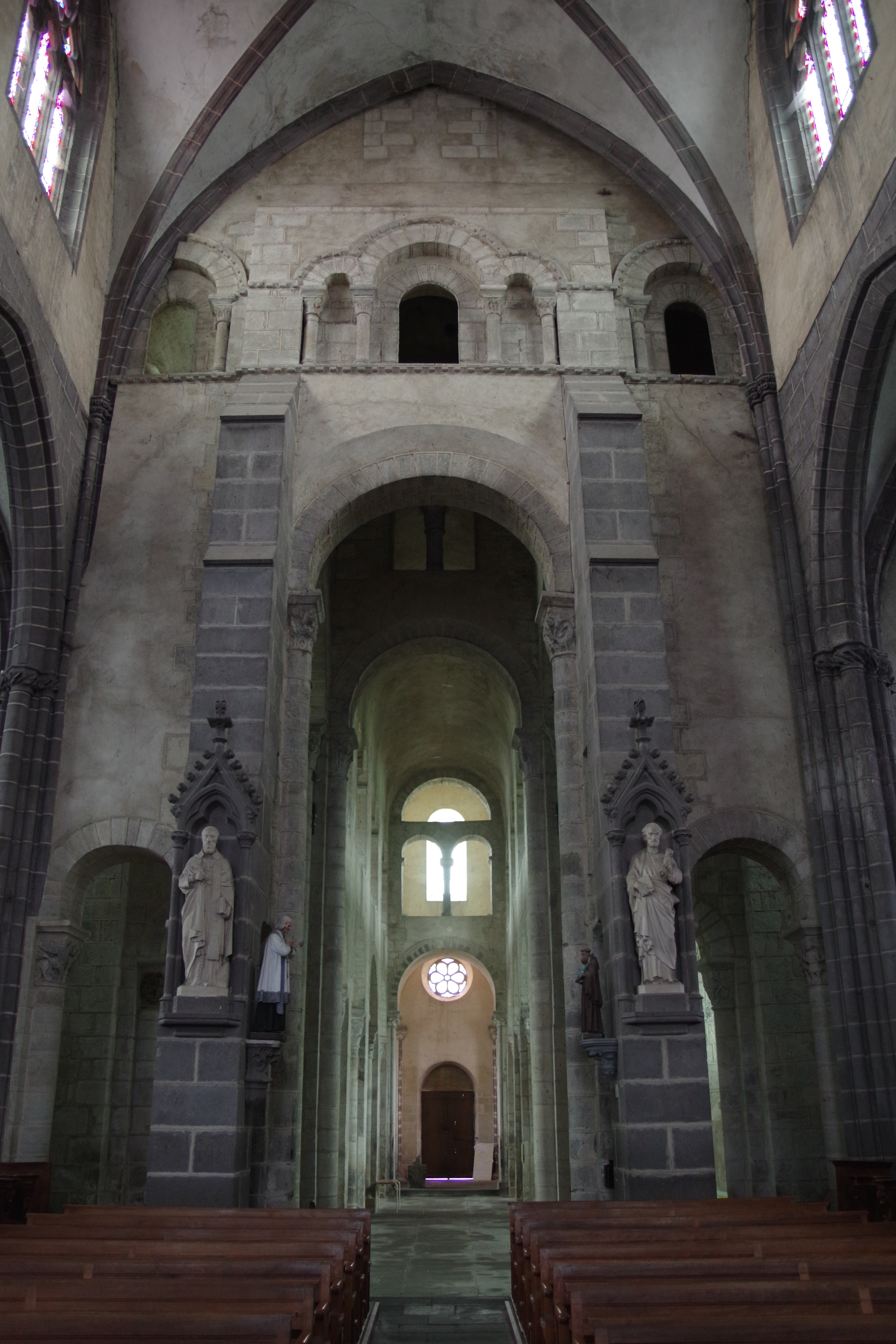
La nef depuis le chœur.

Deux peintures murales du XVe siècle sont présentes, et classées monument historique sur la liste de 1840 : un Jugement dernier (peinture à la cire de 1405) et un Dict des trois morts et des trois vifs (fresque de 1420).

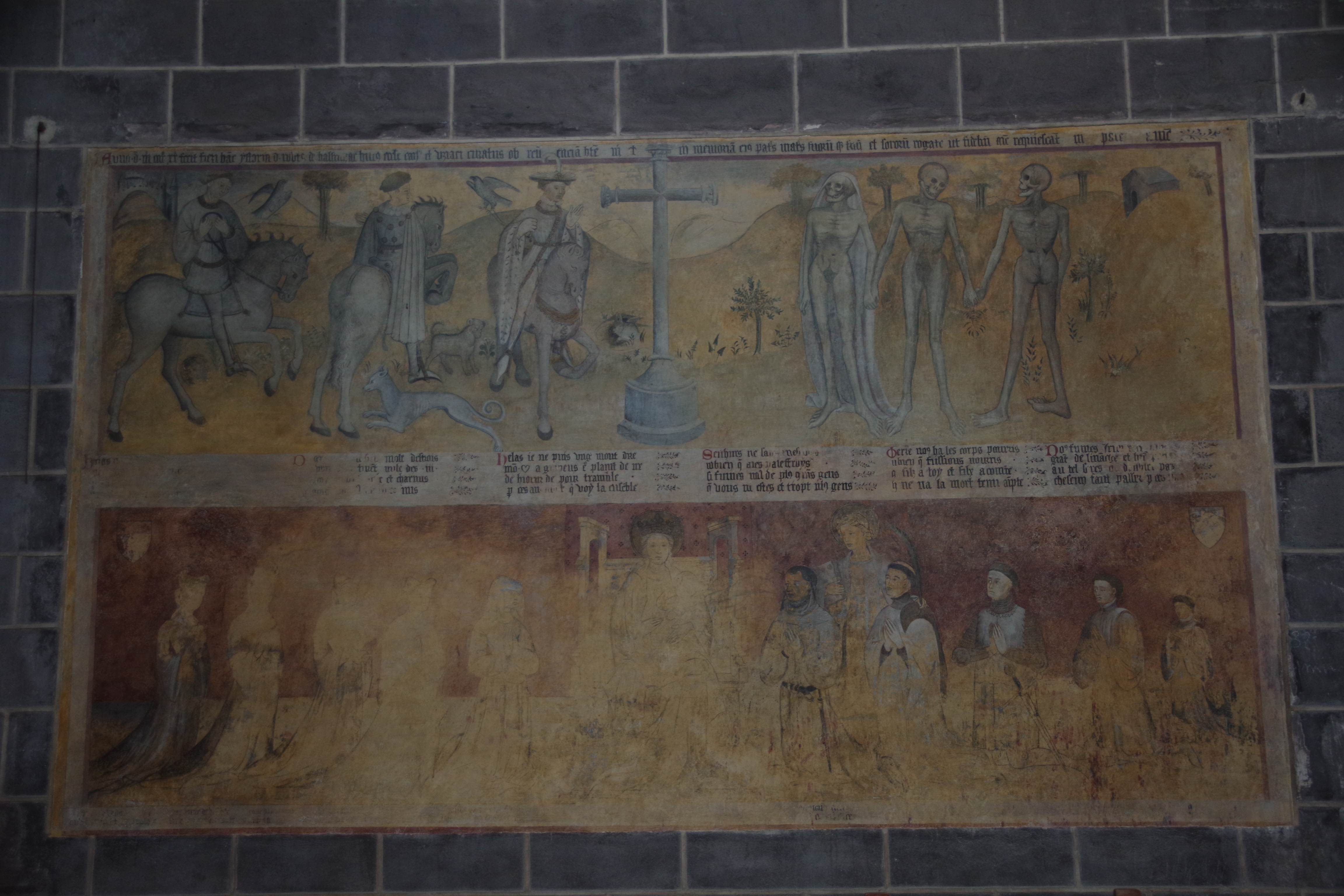
Dict des trois morts et des trois vifs (1420).
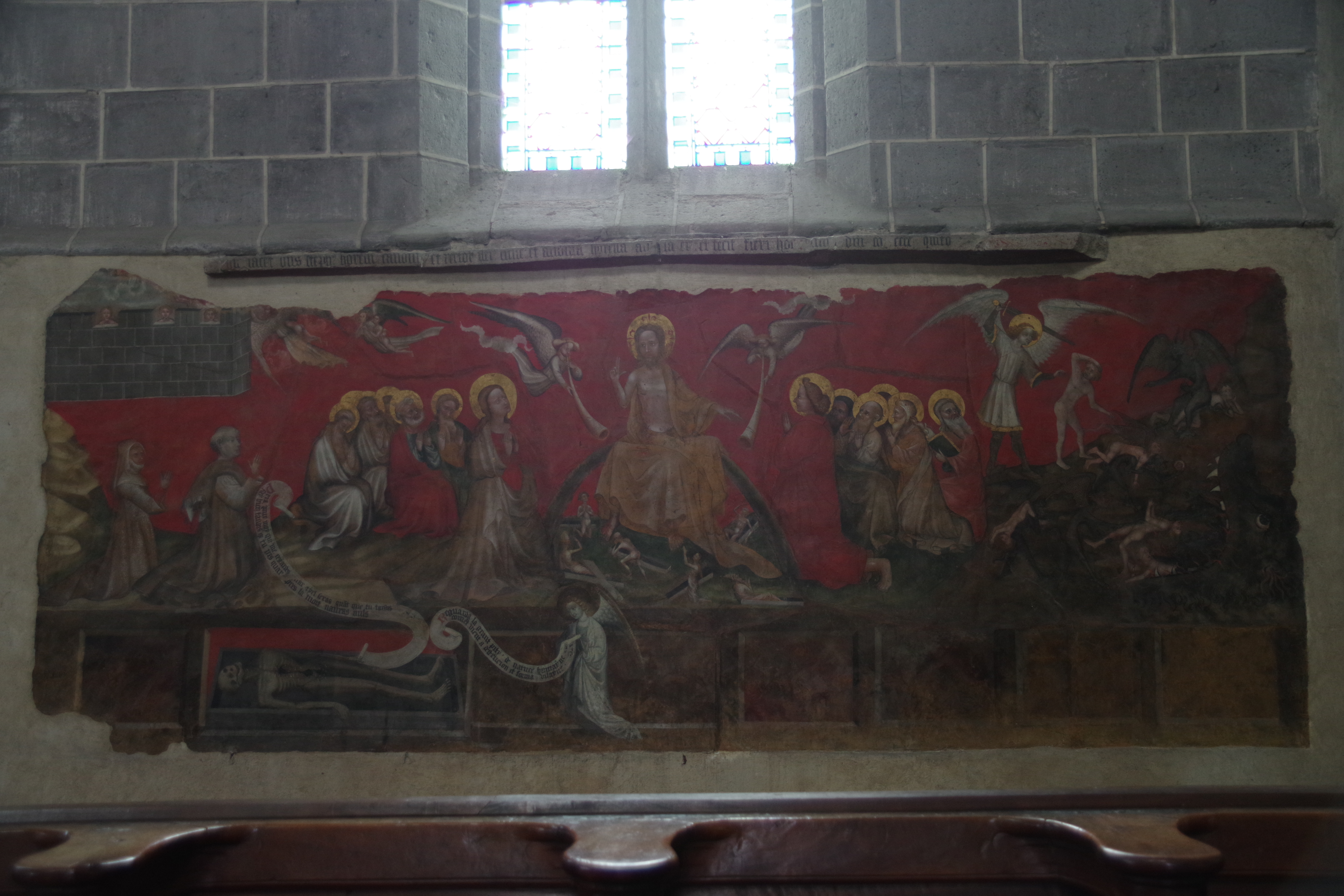
Jugement dernier (1405).